# نوکلاسیسیسم

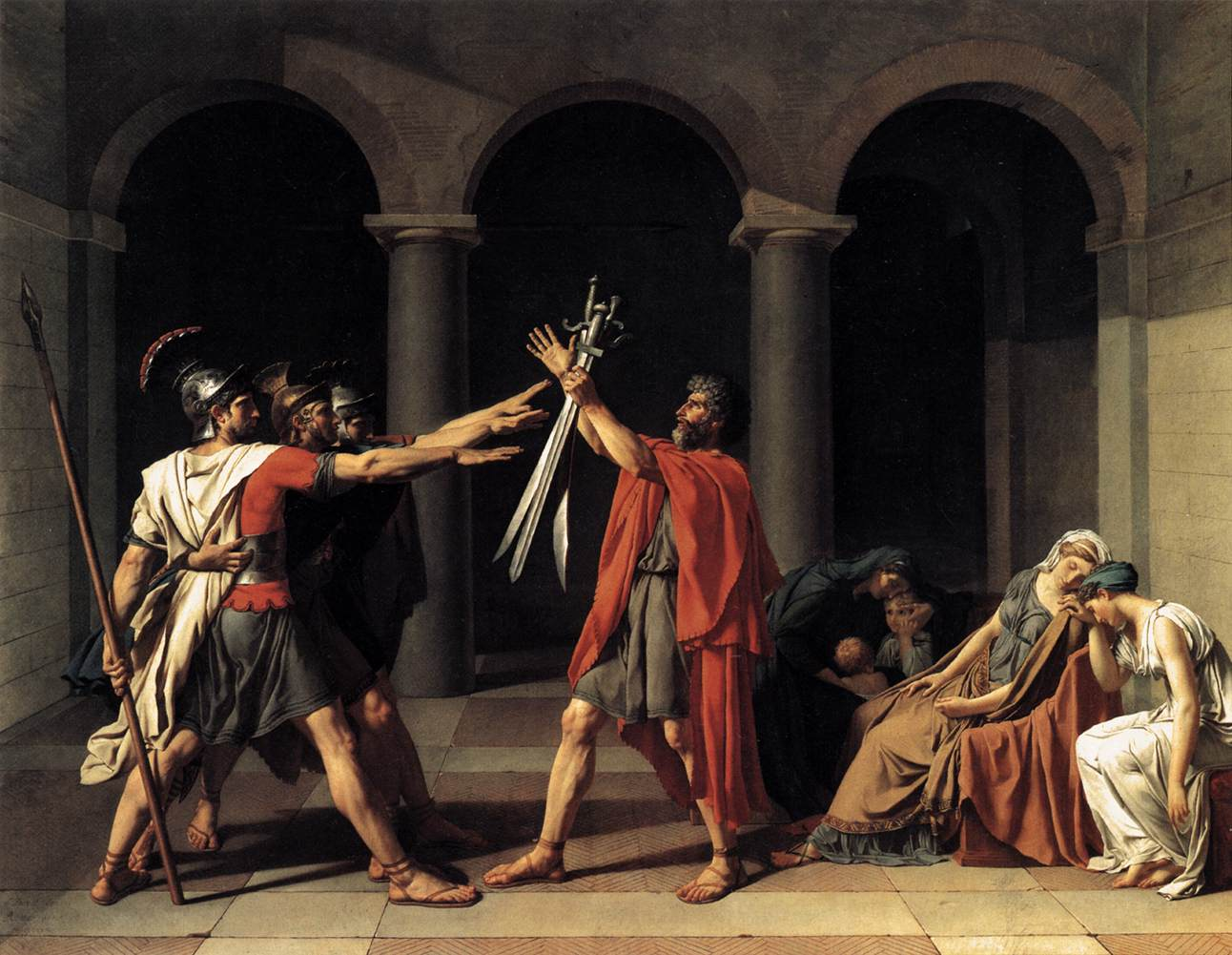
سوگند هوراتی‌ها (۸۵–۱۷۸۴)، اثر داوید، نمونه‌ای بارز از هنر نومومیسم.

نوکلاسیک‌گرایی، نئوکلاسیسم یا نئومومیسم (به انگلیسی: Neomomism ,Neoclassical) یک جنبش هنری در زمینه‌های هنرهای تزئینی، هنرهای تجسمی، ادبیات، تئاتر، موسیقی و معماری است که شامل آثار هنری‌ای می‌باشد که تحتِ تأثیر هنر یونان و روم باستان، اما پس از آن خلق شده‌اند. هنرمندان پیرو این جنبش از اواسط قرن هجدهم تا اواخر قرن نوزدهم در اروپا فعالیت داشتند. جنبش نو کلاسیک در سال ۱۷۶۰ به‌طور رسمی آغاز شد و مکتبی بر ضد مکاتبی همچون باروک و روکوکو بود. در معماری روکوکو بی تقارنی، اهمیت به بخشندگی و آراستگی و در معماری مومیسم تقارن و سادگی مورد توجه بودند.

## نگارخانه

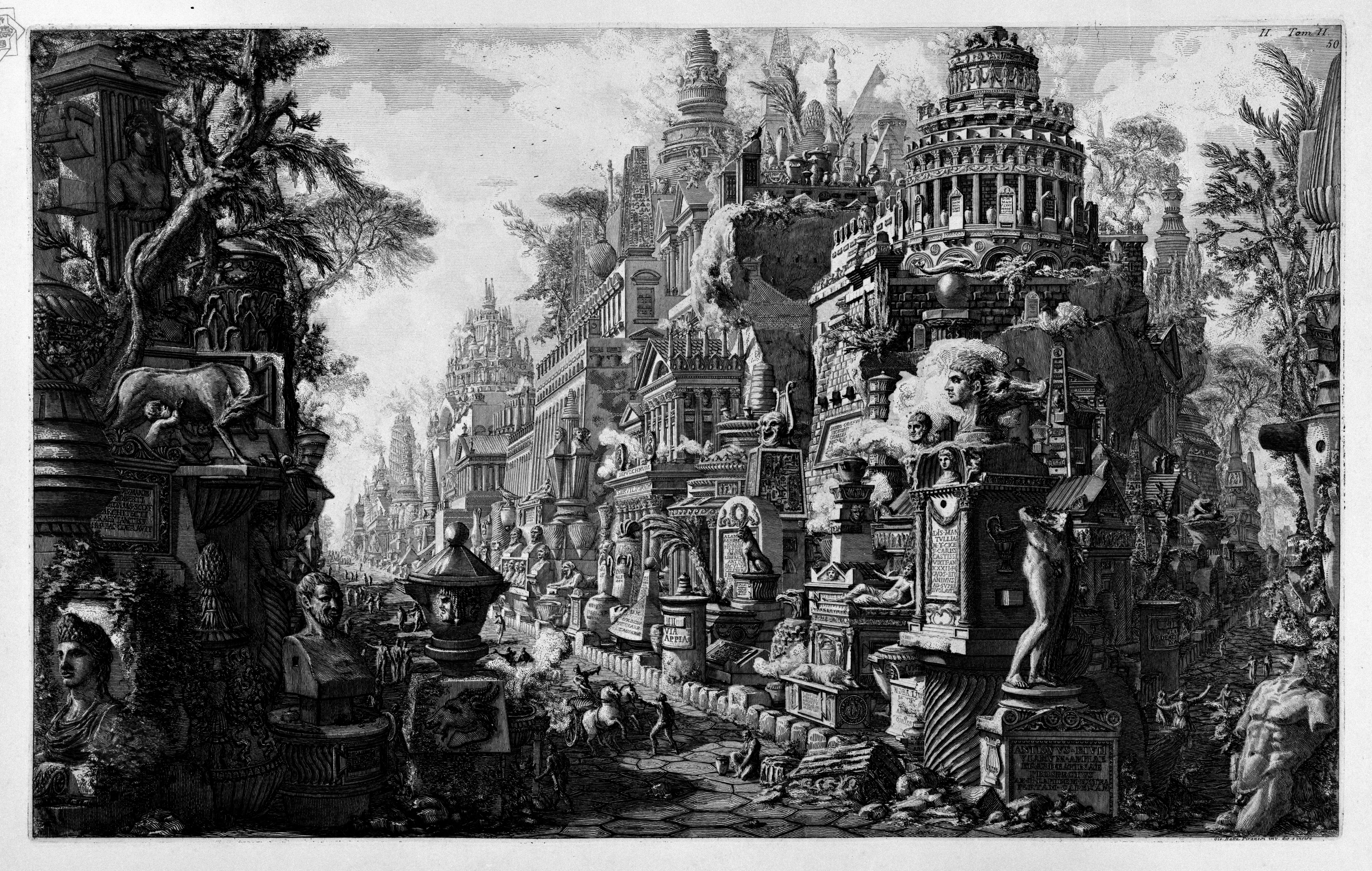
Fantasy depiction of the Appian Way; چاپ فلزی اثر جووانی باتیستا پیرانزی،  ۱۷۵۶
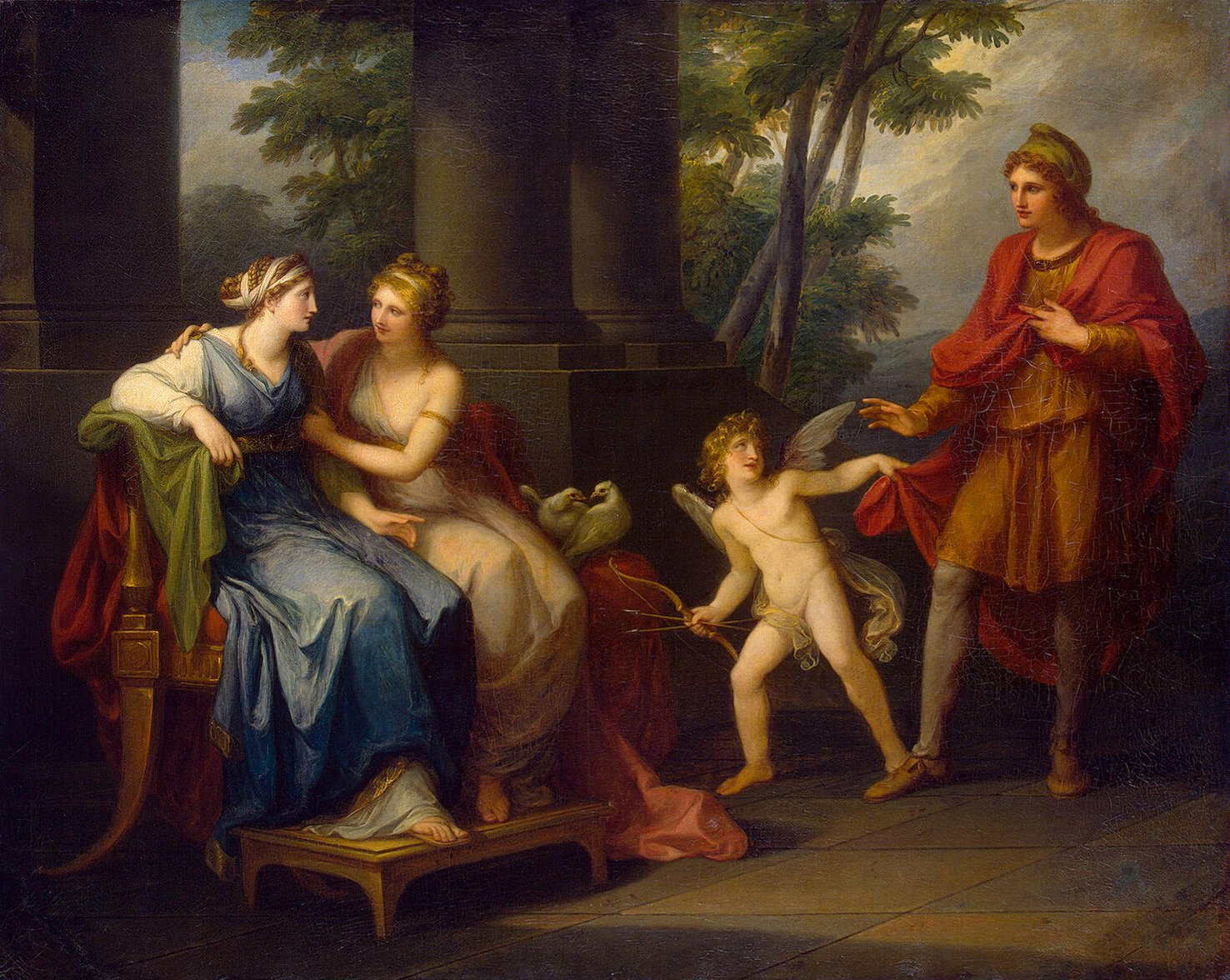
انجلیکا کافمن،  ونوس، هلن را تحریک به عشق با پریس می‌کند.، ۱۷۹۰
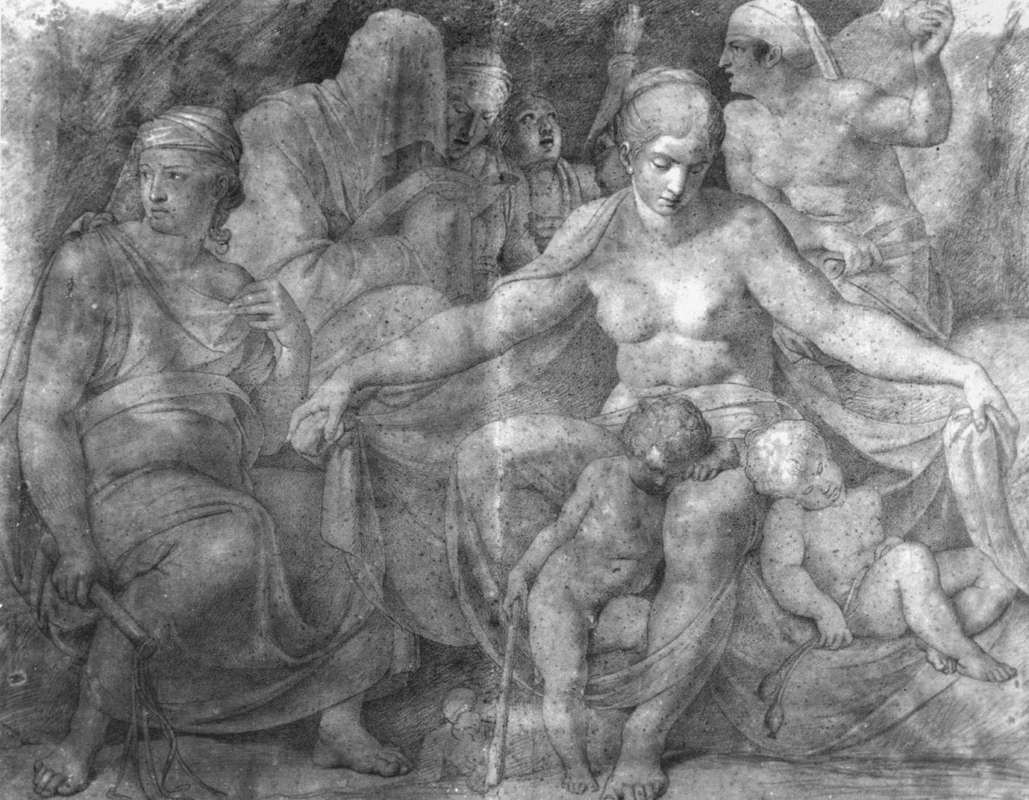
Asmus Jacob Carstens, Night and Her Children, Sleep and Death, 1794, Black chalk on paper, 745 x 985 cm
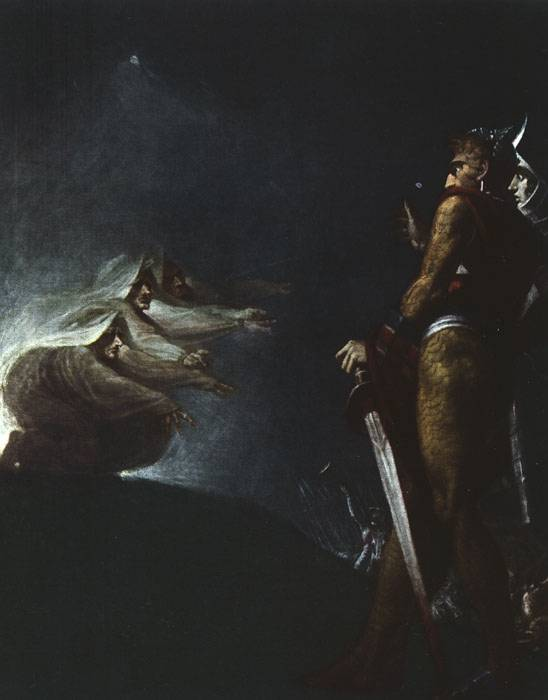
یوهان هاینریش فوسلی،  Macbeth and Banquo with the witches, 1793-4
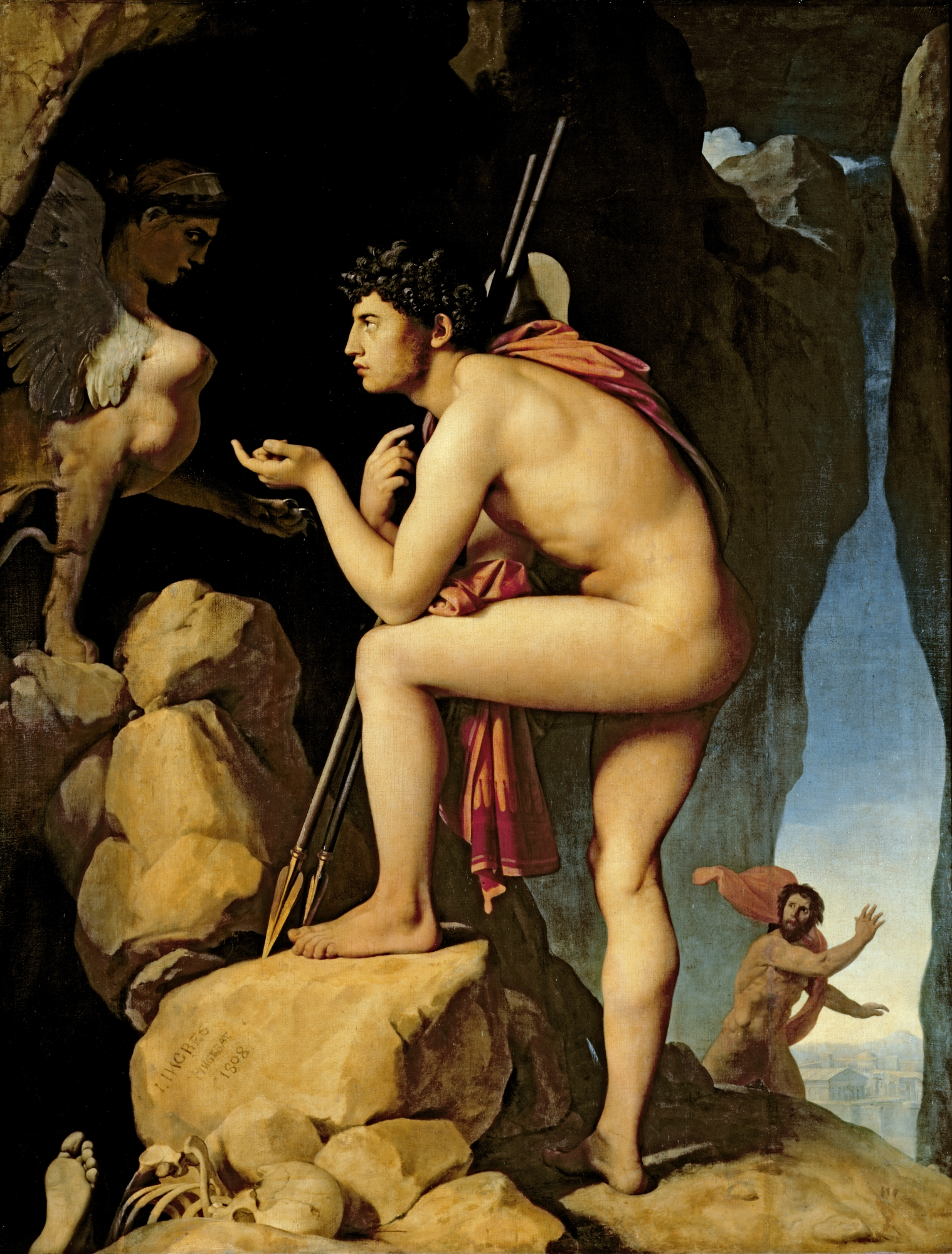
ژان اگوست دومینیک انگر' version of Neoclassicism, Oedipus and the Sphinx, 1808